# Sylvana Krappatsch
Sylvana Krappatsch (* 1965 in Quedlinburg) ist eine deutsche Theater- und Filmschauspielerin.

## Leben
Nach einer Schauspielausbildung von 1984 bis 1988 an der Hochschule für Film und Fernsehen in Babelsberg folgten Engagements an verschiedenen Bühnen in Europa, u. a. in Frankfurt (Theater am Turm), Hamburg (Kampnagel), Berlin, Bremen, München und Wien. Am Schauspielhaus Zürich, dem sie von 2000 bis 2005 angehörte, war sie in Inszenierungen u. a. von Frank Castorf, Falk Richter und Werner Düggelin, zu sehen.
Von 2005 bis 2015 gehörte Sylvana Krappatsch zum Ensemble der Münchner Kammerspiele. Seit der Spielzeit 2018/19 ist Sylvana Krappatsch am Schauspiel Stuttgart engagiert.
Ihr Debüt als Filmschauspielerin gab sie 1995 in dem Kurzfilm Transit der Regisseurin Anita Makris, ein Jahr später wurde sie von der Theaterzeitschrift Theater heute als Nachwuchsschauspielerin des Jahres 1996 ausgezeichnet.

## Filmografie (Auswahl)
- 1991: Polizeiruf 110: Der Fall Preibisch
- 1995: Transit
- 2001: Am See
- 2008: Die Besucherin
- 2009: Hiob
- 2009: August
- 2010: Satte Farben vor Schwarz
- 2012: Die Vermissten
- 2014: Lena Fauch – Vergebung oder Rache
- 2014: Vergiss mein Ich
- 2015: Tatort: Einmal wirklich sterben
- 2015: Zweimal lebenslänglich
- 2016: Polizeiruf 110: Und vergib uns unsere Schuld
- 2016: Was im Leben zählt
- 2016: SOKO Leipzig: Not-OP
- 2017: Mein Blind Date mit dem Leben
- 2017: Tatort: Sturm
- 2017: Tatort: Hardcore
- 2017: Tatort: Böser Boden
- 2017: Der Kriminalist – Totentanz
- 2018: Macht euch keine Sorgen!
- 2018: Lifelines – Wenn ich ein Vöglein wär
- 2018: Nichts zu verlieren
- 2018: Der Polizist und das Mädchen
- 2018: Kalte Füße
- 2023: Der Barcelona-Krimi: Totgeschwiegen

## Hörspiele
- 2014: Nathan Englander: Worüber wir reden, wenn wir über Anne Frank reden – Regie: Beate Andres (Hörspiel – NDR)
- 2022: Elena Ferrante: Neapolitanische Saga (15h 30min, Die Hörspiele – Meine geniale Freundin – Die Geschichte eines neuen Namens – Die Geschichte der getrennten Wege – Die Geschichte des verlorenen Kindes) Rolle: Lila (Raffaella Cerullo alt) – Bearbeitung und Regie: Martin Heindel, Komposition: Ulrike Haage (als Podcast/Download im BR Hörspiel Pool)[3]
- 2023 Gesche Piening: Wes Alltag Antwort gäb – Regie: die Autorin – BR

## Auszeichnungen
- 1996: Nachwuchsschauspielerin des Jahres (Theater heute)